# Ligne Virovitica-Karlovac-Karlobag
La ligne Virovitica-Karlovac-Karlobag (en serbe cyrillique : Карлобаг-Огулин-Карловац-Вировитица) est l'hypothétique frontière occidentale servant à décrire l'extension maximale de la Grande Serbie. À l'est de cette ligne serait le territoire serbe tandis qu'à l'ouest se trouveraient la Croatie et la Slovénie. Une telle division territoriale attribuerait la majeure partie de l'ancien territoire de la république fédérative socialiste de Yougoslavie aux Serbes.
La première référence à ce tracé est l'œuvre de l'officier tchetnik Stevan Moljević. Dans sa description du partage du pays, bien que sa carte diffère légèrement de la ligne originelle, tout ce qui était au nord de la ligne devait revenir à un État souverain slovène. Durant les années 1990 la ligne fut fréquemment mentionnée par Vojislav Šešelj. Des nationalistes serbes se rallièrent au tracé et défendirent l'idée d'établissement d'une Grande Serbie, pour des raisons nationalistes et économiques. Le nouveau partage aurait donné à la Serbie un débouché maritime, des industries lourdes, des terres agricoles et des ressources naturelles dont le pétrole (extrait de la plaine de Pannonie), fourni principalement par le territoire croate. De plus, 98 % des Serbes de Yougoslavie auraient été rassemblés dans un même État. Dans ses discours et ses livres, Vojislav Šešelj affirme que les populations de ces zones sont des Serbes ethniques uniquement différenciés par leur confession : orthodoxe, catholique ou musulmane. Cependant, en dehors du Parti radical serbe de Šešelj, qui, ces dernières années, a renoncé à défendre activement la ligne, la ligne Virovitica-Karlovac-Karlobag n'est pratiquement pas mentionnée dans la vie politique serbe.